# وولتورارا آپولا
وولتورارا آپولا (به ایتالیایی: Volturara Appula) یک کومونه در ایتالیا است که در استان فوجا واقع شده‌است.

## خصوصیات
وولتورارا آپولا ۵۱٫۸۸ کیلومترمربع مساحت و ۵۷۱ نفر جمعیت دارد و ۵۱۰ متر بالاتر از سطح دریا واقع شده‌است.